# Sylvia Brunlehner
Sylvia Tanya Atieno Brunlehner, née le 13 février 1994 à Mombasa, est une nageuse kényane.

## Carrière
Maria Brunlehner remporte aux Championnats d'Afrique de natation 2008 à Johannesbourg la médaille de bronze du relais 4 x 100 mètres quatre nages. 
Elle est également médaillée de bronze du relais 4 x 100 mètres nage libre aux Jeux africains de 2019 à Rabat.

## Famille
Elle est la sœur de la nageuse Maria Brunlehner.